# Jonchères
 Jonchères  là một xã thuộc tỉnh Drôme trong vùng Auvergne-Rhône-Alpes đông nam nước Pháp. Xã Jonchères nằm ở khu vực có độ cao trung bình 910 mét trên mực nước biển.